# Эскадренные миноносцы типа «Калькутта»
«Калькутта» (проект 15А) — тип ракетных эсминцев , построенных с использованием технологии «стелс» для ВМС Индии. Тип состоит из трёх кораблей — Kolkata, Kochi and Chennai, которые построены на верфи Mazagon Dock Limited (MDL) в Индии и являются самыми крупными эсминцами, находящимися на вооружении индийских ВМС. Из-за задержки в их строительстве и проблем, обнаруженных во время ходовых испытаний, первоначальная дата ввода в эксплуатацию первого корабля этого типа была перенесена с 2010 по 2014 год. Последний корабль был введён в строй в Ченнаи, в ноябре 2016 года
Эсминцы разработаны на основе проекта 15 «Дели», но обладают большей боеспособностью за счёт значительных улучшений в конструкции, вооружения крылатыми ракетами для стрельбы по наземным целям и оснащения современными радарами и системами вооружения.

## Разработка
В 1986 году Комитет по политическим вопросам (CCPA) одобрил разработку перспективного типа эсминцев на основе эсминца проекта 15 «Дели». Цель состояла в том, чтобы новый эсминец обеспечивал более высокий уровень противовоздушной обороны, стрельбы по береговым целям, противолодочных и противокорабельных возможностей по сравнению с предыдущим типом. К 2000 году ВМС Индии был разработан проект эсминца типа «Калькутта» с использованием новейших технологий, включая технологию уменьшения заметности «стелс». В мае того же года было дано разрешение на строительство. Концепцию проекта 15А представило Управление проектирования (Directorate of Naval Design) кораблестроения одставили флот управлением Военно-Морского проектирования, а рабочий проект разработан Mazagon Dock Limited (MDL).

### Строительство

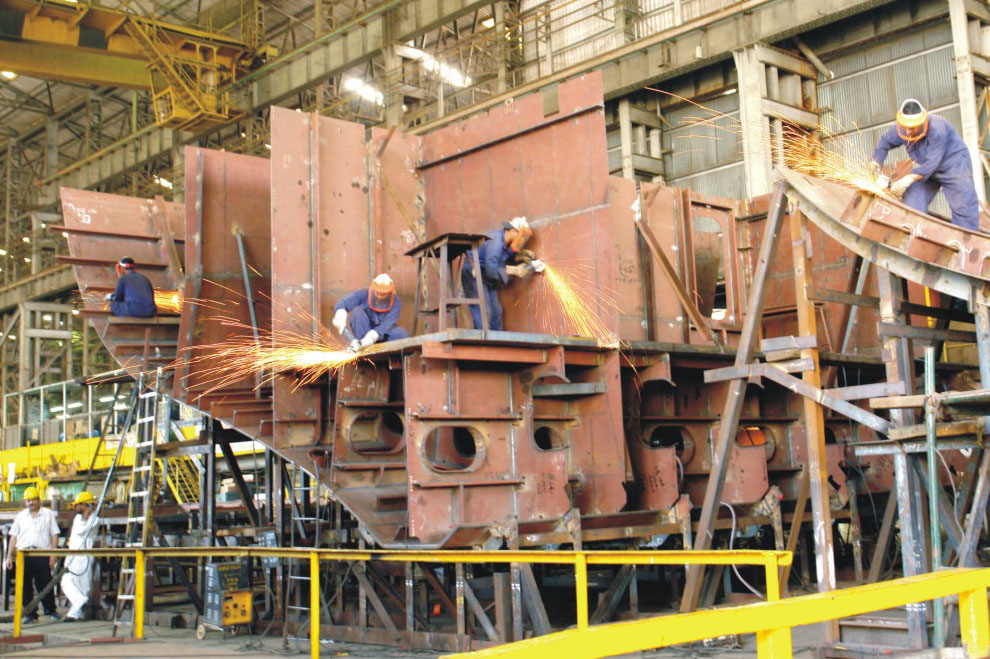
Корпус эсминца 15А на верфи Mazagon Docks

Строительство трех кораблей типа «Калькутта» был санкционирован Правительством Индии в мае 2000 года, разделка стальных листов для головного корабля была начата в марте 2003 года. Строительство началось в сентябре 2003 года компанией Mazagon Docks в Мумбаи с первоначальным расчетом на то, что первый корабль будет передан ВМФ к 2010 году. Однако с тех пор сроки неоднократно отодвигались из-за непроизводительной технологии строительства и технических проблем, и первый корабль серии был принят на вооружение в середине 2014 года. Задержки в строительстве программы были вызваны постоянными изменениями в конструкции, сделанные ВМС Индии для внедрения новых систем вооружения и сенсоров, срывом поставок судовых винтов и валов украинскими поставщиками (контракт позднее был передан российским производителям) и, наконец, задержками в поставках зенитных ракет Барак 8, которые до сих пор находятся в завершающей стадии изготовления в Israel Aerospace Industries и Defence Research and Development Organisation.
Корабли типа «Калькутта» — крупнейшие эсминцы, построенные на верфи Mazagon Docks. По состоянию на 2013 год, все три корабля класса были спущены на воду и оснащены оборудованием. Технические проблемы были обнаружены во время ходовых испытаний головного корабля «Калькутта», что привело к задержке проекта на шесть месяцев в начале 2014 года.

## Конструкция и описание
Эсминец «Калькутта» имеет сходные размеры с предыдущим эсминцем типа «Дели», однако на нём сделано более 2300 модификаций, которые включают в себя усовершенствование оружия, сенсоров и системы базирования вертолета. Имея стандартное водоизмещение 6800 т и полное водоизмещение 7400 т, эти корабли являются самыми крупными эсминцами в составе ВМС Индии. Некоторые источники дают полное водоизмещение 7500 т. Будучи первым типом стелс-эсминцев, построенных в Индии, эти корабли стали заметным явлением в Индийском кораблестроении. Корабли будут оснащены современным оружием и сенсорами, передовой боевой информационной системой, вспомогательной системой управления со сложной архитектурой распределения питания и модульными апартаментами для экипажа.
Корабли имеют длину 163 м, ширину 17,4 м, осадку 6,5 м. Судовая энергетическая и двигательная система построена по стандартной схеме COGAG, использующей две газотурбинных установки Заря M36E и четыре реверсивные газовые турбины ДТ-59. Корабли также имеет два дизельных двигателя KVM, генератор Вяртсиля WCM-1000 и генераторы переменного тока Kirloskar. Два винта приводятся в движение через два редуктора RG-54. Эта конфигурация позволяет кораблю развивать скорость более 30 уз. Для базирования авиации имеется большая полетная палуба, которая была переработана, чтобы обслуживать более тяжёлые вертолёты, чем у «Дели», и ангар для двух вертолетов.

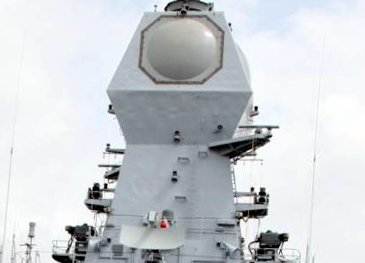
Радар EL/M-2248 MF-STAR на эсминце «Калькутта»

Основным радаром является многофункциональный EL/M-2248 MF-STAR с АФАР. Корабль также оснащен трёхкоординатным обзорным радаром большой дальности Thales LW-08 и обзорным радаром S-диапазона EL/M-2238 STAR израильской компании Israel Aerospace Industries. Наблюдение за подводной обстановкой осуществляется активным буксируемым гидроакустическим массивом «Nagin» и установленной в носовом буле ГАС HUMSA-NG (внутрикорпусный сонар нового поколения). Для защиты от противокорабельных ракет с различных направлений корабль оснащён системой управления помехами Elbit Systems Deseaver MK-II с пусковыми установками.
Главное оружие ПВО корабля состоит из двух установок вертикального пуска Barak (до 32 ракет Barak 8 средней и большой дальности). Кроме того, имеется четыре зенитных артиллерийских комплекса ближнего действия АК-630.

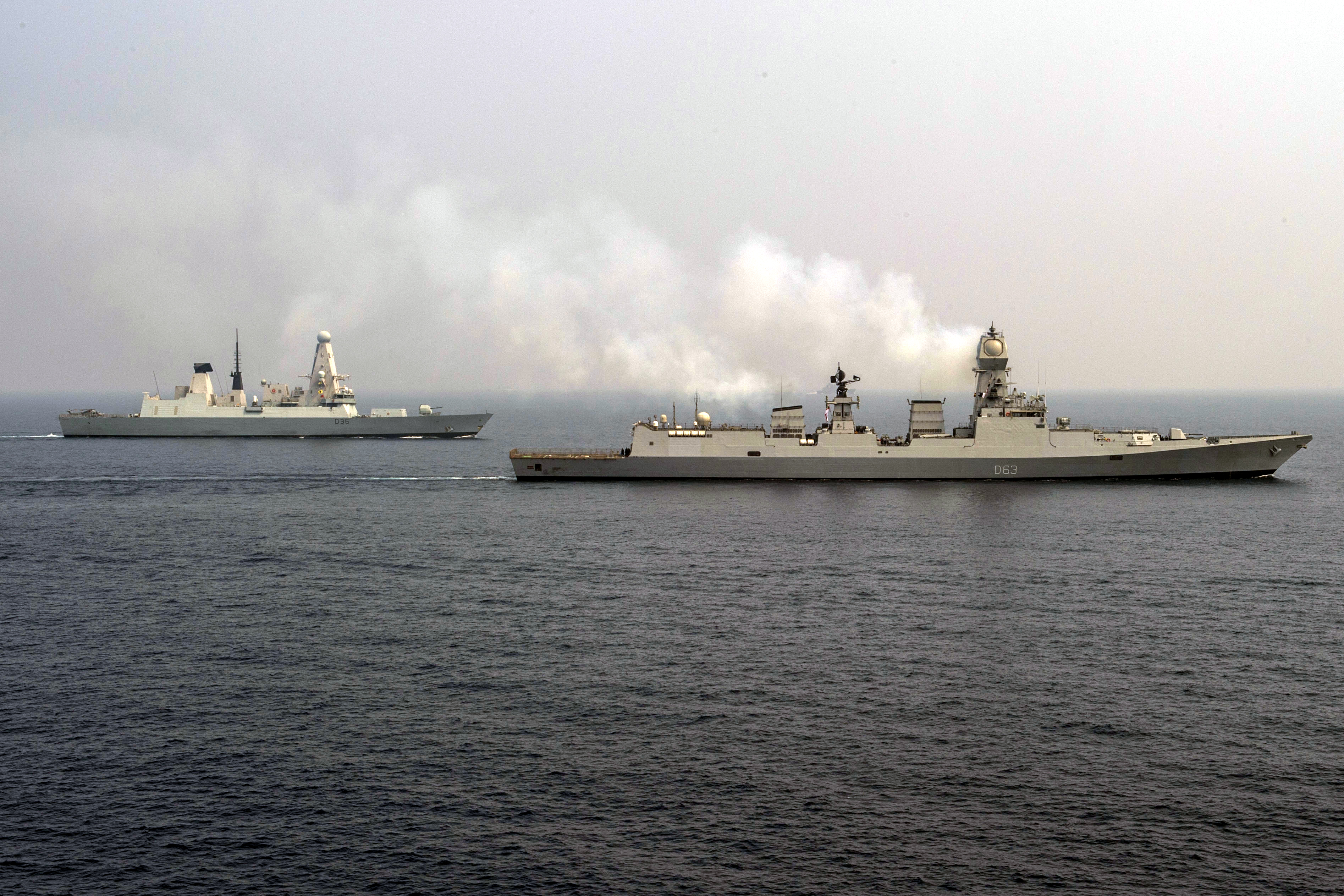
Эсминец «Калькутта» и британский эсминец «Дефендер» на заднем плане во время учений International Fleet Review 2016.

Сверхзвуковые ракеты «Брамос», предназначенные для поражения кораблей и наземных целей противника являются главным ударным оружием эсминца типа «Калькутта». Ракеты «Брамос» установлены в 16-ячеечной универсальной вертикальной пусковой установке по одной ракете в ячейке, и все 16 ракет могут быть запущены залпом. Возможно, наиболее характерным и заметным вооружением «Калькутты» является его 76-мм пушка, расположенная в нос от мостика. Орудие обеспечивает ограниченные противокорабельные, а также зенитные возможности и огневую поддержку наземных операций. Для борьбы с подводными лодками предусмотрены четыре торпедных аппарата и два противолодочных бомбомёта РБУ-6000. Боевое управление обеспечивается системой BEL’s Electronic Modular Command & Control Applications (EMCCA) Mk4.
Боевая информационная система управления, содержащая четыре миллиона строк кода, отлаживалась на борту корабля INS Kochi. Система устроена так, что все сведения об окружающей обстановке сводится в одно место наряду с анализом видов угроз. Система в реальном времени информирует командира о том, какое вооружение он должен использовать для решения проблемы. Корабль оснащен сложными цифровыми сетями, такими как Asynchronous Transfer Mode based Integrated Ship Data Network (AISDN), Combat Management System (CMS), Automatic Power Management System (APMS) и Auxiliary Control System (ACS). AISDN — это информационная магистраль, по которой передаются данные со всех сенсоров и систем оружия. CMS используется для интеграции данных из других платформ, используя системы связи, для обеспечения Maritime Domain Awareness. Система управления питанием использует APMS, система дистанционного управления и мониторинга — ACS.

## Состав серии

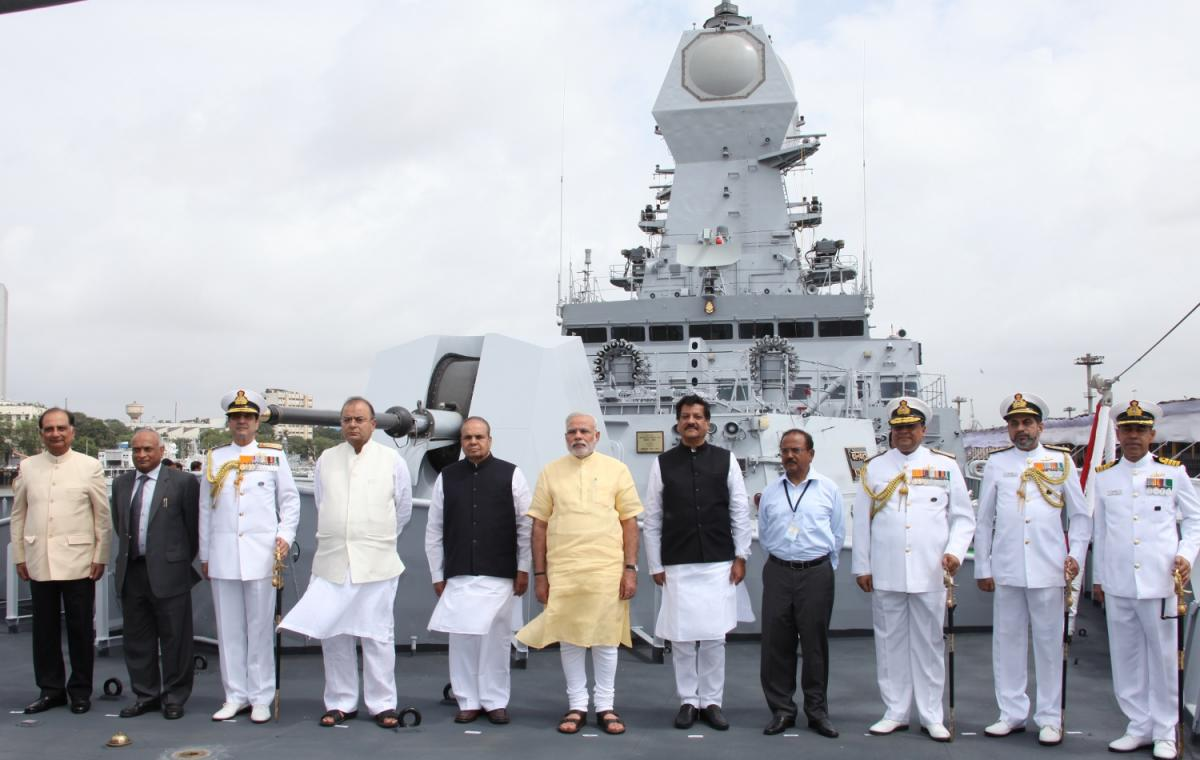
«Калькутта» на церемонии принятия в состав флота

Изначально в 2008 году, общая стоимость программы с учётом долгосрочных закупок запчастей составляла 38 млрд рупий (590 млн $ США), но затраты на строительство увеличились на 225 %, и к 2011 году стоимость программы достигла 117 млрд рупий (1,8 млрд $ США), каждый корабль обошёлся в 38 млрд рупий (610 млн $ США). Министр обороны Энтони в качестве причин увеличения стоимости назвал задержки в поставке корабельной стали из России, увеличение издержек на российских специалистов в связи с инфляцией, пересмотр заработной платы за период с октября 2003 года и задержки поставок оружия и сенсоров.
| Название    | Тактический номер | Номер корпуса | Верфь               | Заложен              | Спущен                | Передан флоту | В строю               | Порт приписки | Статус   |
| ----------- | ----------------- | ------------- | ------------------- | -------------------- | --------------------- | ------------- | --------------------- | ------------- | -------- |
| «Калькутта» | D63               | 701           | Мазагон Док Лимитед | 27 марта 2003 года   | 30 марта 2006 года    | 2013          | 16 августа 2014 года  | Мумбаи        | Активный |
| «Кочи»      | D64               | 702           | Мазагон Док Лимитед | 25 октября 2005 года | 18 сентября 2009 года | 2014-15       | 30 сентября 2015 года | Мумбаи        | Активный |
| «Ченнаи»    | D65               | 703           | Мазагон Док Лимитед | 21 февраля 2006 года | 1 апреля 2010 года    | 2015-16       | 21 ноября 2016        | Мумбаи        | Активный |